# Rain (Lucerna)
Rain é uma comuna da Suíça, situada no cantão de Lucerna. Tem 9,42 km² de área e sua população em 2018 foi estimada em 2.807 habitantes.